# النعیم محمد عثمان النور
النعیم محمد عثمان النور (انگلیسی: Al Naem Mohamed Osman Al Noor؛ زادهٔ ۱ ژانویهٔ ۱۹۹۰) بازیکن فوتبال اهل سودان است.
وی همچنین در تیم‌های ملی فوتبال زیر ۲۰ سال سودان و سودان بازی کرده‌است.